# Новотроицк (Янаульский район)
Новотро́ицк (баш. Яңы Троицк) — деревня в Янаульском районе Республики Башкортостан Российской Федерации. Входит в состав Ижболдинского сельсовета.

## География

### Географическое положение
Расположена на реке Атлегач. Расстояние до:
- районного центра (Янаул): 24 км,
- центра сельсовета (Ижболдино): 5 км,
- ближайшей ж/д станции (Янаул): 24 км.

## История
Русских крестьян, основавших Новотроицкий починок, по договору 1 июля 1815 года припустили башкиры деревни Уртаул Уранской волости. В 1834 году в нём проживало около 190 человек.
В 1896 году в посёлке Новотроицком Черауловской волости VII стана Бирского уезда Уфимской губернии — 29 дворов, 223 жителя (114 мужчин, 109 женщин). Имелись часовня, хлебозапасный магазин и 2 мельницы.
В 1906 году — 251 человек, церковь (построенная в 1893 году) и хлебозапасный магазин.
В 1920 году по официальным данным в починке Новотроицкий имелся 41 двор и 249 жителей (103 мужчины, 146 женщин), по данным подворного подсчета — 279 русских в 47 хозяйствах.
В 1926 году деревня относилась к Краснохолмской волости Бирского кантона Башкирской АССР.
В первой половине 1930-х годов действовал колхоз «Пахарь».
В 1939 году население деревни составляло 229 человек, в 1959 году — 163 человека.
В 1982 году население — около 90 человек.
В 1989 году — 118 человек (62 мужчины, 56 женщин).
В 2002 году — 174 человека (89 мужчин, 85 женщин), марийцы (71 %).
В 2010 году — 115 человек (62 мужчины, 53 женщины).

## Население
| 2002 | 2009 | 2010 |
| ---- | ---- | ---- |
| 174  | ↘123 | ↘115 |